# Bisschoppelijk paleis van Krakau
Het Bisschoppelijk Paleis van Krakau (Pools: Pałac Biskupi w Krakowie) is een van oorsprong 13e-eeuws paleis in Krakau. Het bouwwerk is een beschermd architectonisch monument in het historisch centrum van Krakau.

## Geschiedenis
Het paleis is in de 13e en 14e eeuw gebouwd op een stuk dat grond dat door het bisdom van het Franciscanenklooster is gekocht. De kardinaal Zbigniew Oleśnicki heeft het paleis uitgebreid en ommuurd. Echter ging het originele gebouw in 1462 in een brand verloren.
Het complex is in de 16e eeuw onder toezien van de bisschoppen Piotr Tomicki en Piotr Myszkowski twee keer uitgebreid. In die periode was het paleis een belangrijke broedplaats voor de Poolse renaissance in Krakau.
Het paleis is in navolging van het beleg van Krakau door de Zweden geplunderd en ging met haar waardevolle historische collectie verloren in de brand van 1850. In het heropgebouwde complex vond in 1872 een tentoonstelling over de geschiedenis van Polen plaats.
Het paleis was tot oktober 1978 de residentie van Karol Józef Wojtyła, toen hij nog aartsbisschop was. Ook als paus verbleef Johannes Paulus II vaak in het paleis wanneer hij de stad bezocht.

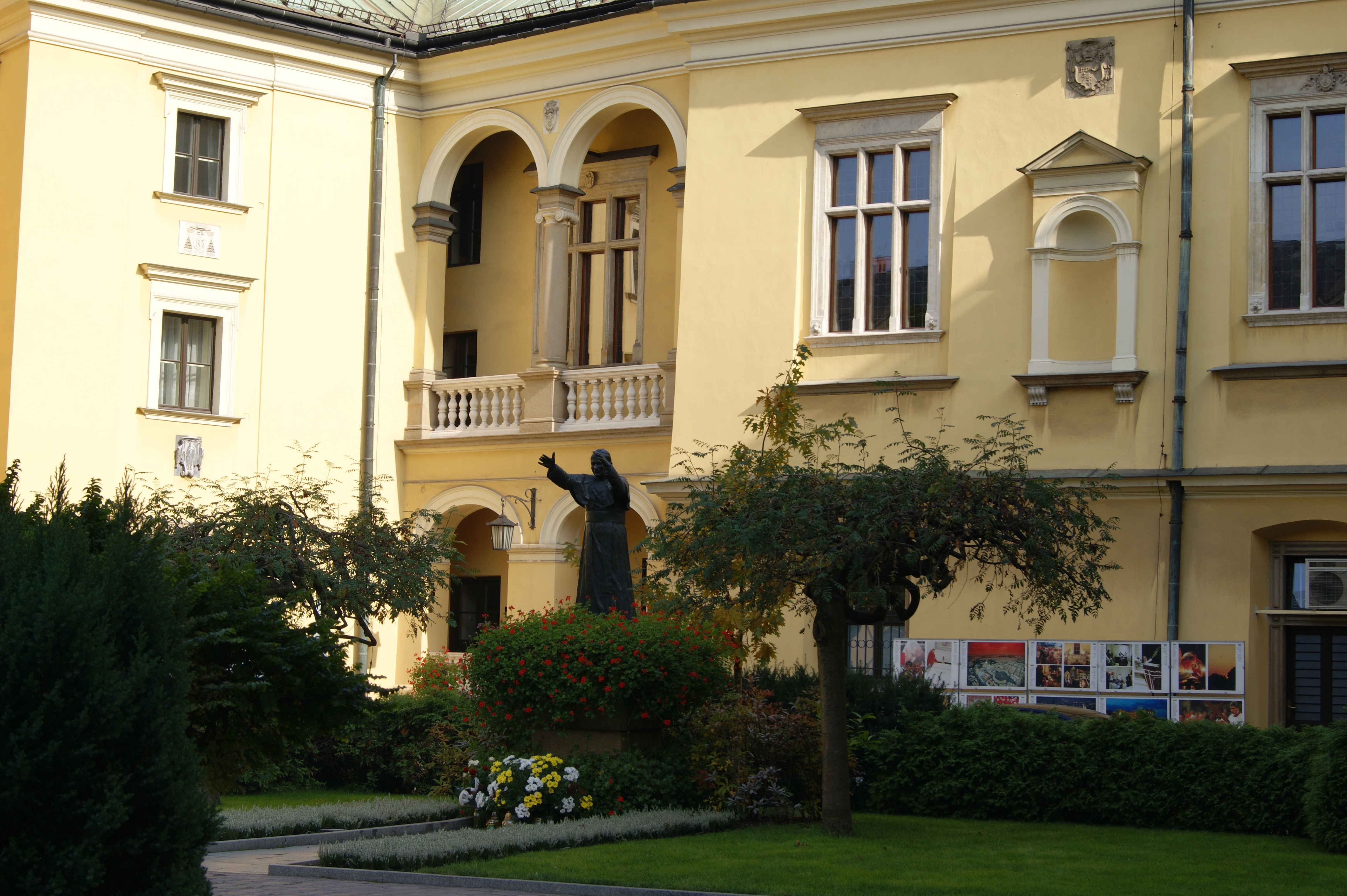
Binnenplaats